# Vølvens syner
Vølvens syner er det femtende og sidste tegneseriealbum af Peter Madsen i serien om Valhalla, og blev udgivet i 2009. Historien er en genfortælling myterne om ragnarok baseret på Yngre Edda og mytekvadene Vafþrúðnismál, Fjolsvinnsmål og vølvens spådom.

## Handling
Fenrisulven er atter engang løs, og den strejfer omkring i Asgård. Samtidig er årstiderne gået i stå, for fimbulvinteren hærger, og det er alle tegn på, at ragnarok står for døren. Røskva mener dog, at hun sagtens kan indfange fenrisulven, ligesom hun gjorde sidste den var løs.